# Billboard Music Award for Top Country Male Artist
Der Billboard Music Award for Top Country Male Artist (Billboard Music Awards für den besten Countrymusik-Künstler) wird seit 2018 jährlich im Rahmen der Billboard Music Awards in den USA verliehen.

## Übersicht

### 2010er Jahre
| Jahr            | Künstler | Ref |
| --------------- | -------- | --- |
| 2018            |          |     |
| Chris Stapleton | [ 1 ]    |     |
| Sam Hunt        | [ 1 ]    |     |
| Thomas Rhett    | [ 1 ]    |     |
| 2019            | [ 1 ]    |     |
| Luke Combs      | [ 2 ]    |     |
| Jason Aldean    | [ 2 ]    |     |
| Kane Brown      | [ 2 ]    |     |

### 2020er Jahre
| Jahr            | Künstler | Ref |
| --------------- | -------- | --- |
| 2020            |          |     |
| Luke Combs      | [ 3 ]    |     |
| Kane Brown      | [ 3 ]    |     |
| Thomas Rhett    | [ 3 ]    |     |
| 2021            | [ 3 ]    |     |
| Morgan Wallen   | [ 4 ]    |     |
| Luke Combs      | [ 4 ]    |     |
| Chris Stapleton | [ 4 ]    |     |
| 2022            | [ 4 ]    |     |
| Morgan Wallen   | [ 5 ]    |     |
| Chris Stapleton | [ 5 ]    |     |
| Luke Combs      | [ 5 ]    |     |

## Häufigste Auszeichnungen und Nominierungen

### Siege
2 Auszeichnungen
- Luke Combs
- Morgan Wallen

### Nominierungen
4 Nominierungen
- Luke Combs

3 Nominierungen
- Chris Stapleton

2 Nominierungen
- Thomas Rhett
- Kane Brown